# (459) Signe
(459) Signe ist ein Asteroid des Hauptgürtels, der am 22. Oktober 1900 von dem deutschen Astronomen Max Wolf in Heidelberg entdeckt wurde.
Benannt ist der Asteroid nach der Heldenfigur Signy aus der nordischen Mythologie.